# Wojniłów (gmina)
Wojniłów – dawna gmina wiejska w powiecie kałuskim województwa stanisławowskiego II Rzeczypospolitej. Siedzibą gminy był Wojniłów.
Gminę utworzono 1 sierpnia 1934 r. w ramach reformy na podstawie ustawy scaleniowej z dotychczasowych gmin wiejskich: Babin, Babin Zarzeczny, Dołpotów, Dołżka, Dubowica, Moszkowce, Pawlikówka, Przewoziec, Seredne, Siółko, Siwka Wojniłowska, Słobódka i Wojniłów.
Pod okupacją część gminy weszła w skład nowej gminy Wistowa.
Po II wojnie światowej obszar gminy znalazł się w ZSRR.